# Ушаково (Ленинградская область)
Ушаково — деревня в Шугозёрском сельском поселении Тихвинского района Ленинградской области.

## История

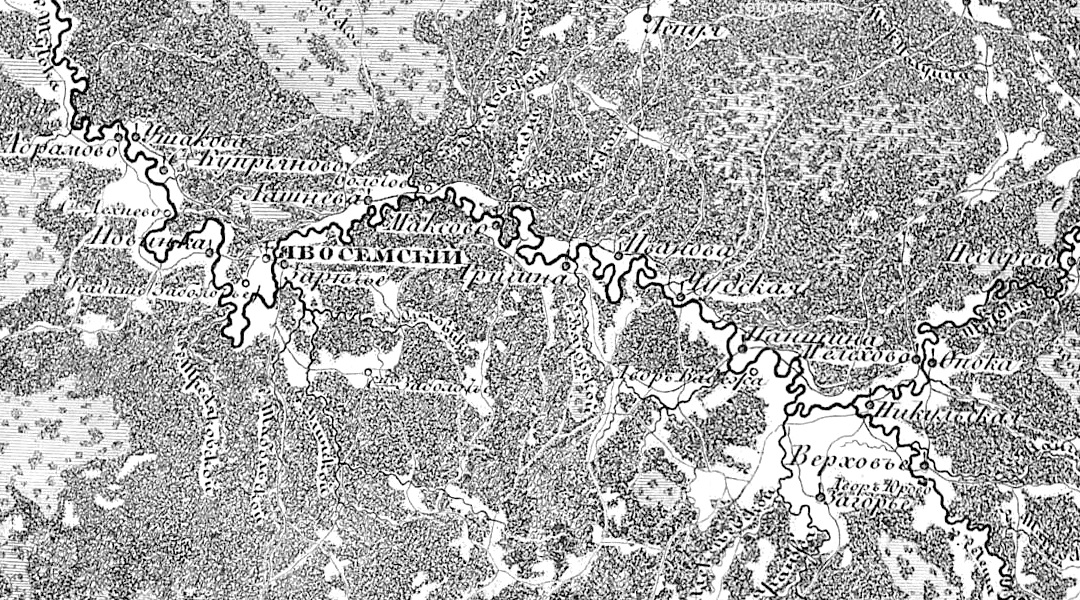
Деревня Ушаково на семитопографической карте Новгородской губернии 1847 года

УШАКОВО — деревня Чугановского общества, прихода Явосемского погоста. Река Явосьма.

Крестьянских дворов — 7. Строений — 19, в том числе жилых — 5.

Число жителей по семейным спискам 1879 г.: 20 м. п., 20 ж. п.; по приходским сведениям 1879 г.: 20 м. п., 16 ж. п.

В конце XIX — начале XX века деревня административно относилась к Кузьминской волости 2-го земского участка 2-го стана Тихвинского уезда Новгородской губернии.

УШАКОВО — деревня Чугановского общества, дворов — 11, жилых домов — 22, число жителей: 29 м. п., 40 ж. п. 

Занятия жителей — земледелие, рубка и сплав леса. Река Явосьма. 3 кожевенных завода.  

УШАКОВО — посёлок М. С. Федотовой, дворов — 1, жилых домов — 1, число жителей: 6 м. п., 3 ж. п. 

Занятия жителей — земледелие, лесные промыслы. Река Явосьма. Смежен с деревней Ушаково. (1910 год)

По сведениям на 1 января 1913 года в деревне Ушаково было 94 жителя из них детей в возрасте от 8 до 11 лет — 4 человека.
Согласно карте Ленинградской области Северо-западного аэрогеодезического треста ГГУ издания 1932 года деревня насчитывала 9 крестьянских дворов. В деревне находился сельсовет:
| Внешние изображения | Внешние изображения                |
| ------------------- | ---------------------------------- |
|                     | Деревня Ушаково на карте 1932 года |

По данным 1933 года деревня Ушаково являлась административным центром Заречского сельсовета Капшинского района, в который входили 12 населённых пунктов: деревни Абрамово, Дорохново, Заболотье, Заречье, Киприяново, Ключниково, Красная Горка, Лашнево, Погост Явосьма, Чуганово, Усадье, Ушаково, общей численностью населения 1044 человека.
По данным 1936 года в состав Заречского сельсовета с центром в деревне Ушаково входили 13 населённых пунктов, 202 хозяйства и 4 колхоза.
По данным 1966 и 1973 годов деревня Ушаково являлась административным центром Заречского сельсовета Тихвинского района.
По данным 1990 года деревня Ушаково входила в состав Ганьковского сельсовета.
В 1997 году в деревне Ушаково Ганьковской волости проживали 56 человек, в 2002 году — 28 человек (русские — 96 %).
В 2007 году в деревне Ушаково Шугозёрского СП проживали 23 человека, в 2010 году — 10.

## География
Деревня расположена в центральной части района на автодороге 41К-889 (Шугозеро — Заречье).
Расстояние до административного центра поселения — 16 км.
Расстояние до ближайшей железнодорожной станции Тихвин — 88 км.
Через деревню протекает река Явосьма.

## Демография
| 2007 | 2010 | 2017 |
| ---- | ---- | ---- |
| 23   | ↘10  | ↗11  |

### Национальный состав
Согласно данным Всероссийской переписи населения 2021 года в деревне проживали 17 человек, из них:
 русские — 15, молдаване — 2 человека.

## Улицы
Моховая, Речная.